# Mike McKay (Ruderer)
Michael „Mike“ McKay (* 30. September 1964 in Melbourne) ist ein australischer Ruderer und zweifacher Olympiasieger.
Im Jahre 1990 begann er mit Nick Green, Sam Patten und James Tomkins im Vierer ohne Steuermann zu rudern. Erste Erfolge stellten sich rasch ein: 1990 und 1991 gewannen sie bereits bei den Ruder-Weltmeisterschaften. Nachdem Sam Patten durch Andrew Cooper ersetzt wurde, folgte die Goldmedaille bei den Olympischen Sommerspielen 1992 in Barcelona. Diesen Erfolg konnten sie vier Jahre später bei den Olympischen Sommerspielen 1996 in Atlanta wiederholen (wobei Drew Ginn Andrew Cooper ersetzte).
Als sich das Erfolgsteam bald darauf auflöste, wechselte McKay im Hinblick auf die Olympischen Sommerspiele 2000 in Sydney in den Achter. Das australische Boot war im Vorfeld als Favorit gehandelt worden. Im Final wurden sie jedoch vom britischen Boot um gerade mal acht Zehntelsekunden geschlagen. McKay war auch 2004 in Athen wieder im australischen Achter. Dort klassierten sie sich auf dem dritten Platz hinter den Vereinigten Staaten und den Niederlanden.
1993 bekam McKay und die anderen Mitglieder des Olympiateams von 1992 den Order of Australia verliehen. Im Jahre 2007 erhielt McKay außerdem die Thomas-Keller-Medaille vom Weltruderverband FISA.